# Logofteni, Fălești
Logofteni este satul de reședință al comunei cu același nume  din raionul Fălești, Republica Moldova.

## Istorie
Satul apare menționat pentru prima dată într-un act emis de Moise Movilă voievod, dăruiește fraților Pătrașco Ciogolea câteva sate printre care și Logofteni, care au aparținut lui Isac Balica hatman:
„Io, Moise Movilă voievod, din mila lui Dumnezeu, domn al Țări Moldovei. Iată domnia mea m-am milostivit și am dat și am miluit pe boierul nostru credincios, Pătrașco Ciogolea logofăt al treilea, și pe fratele lui, Miron Ciogolea, cu trei sate, anume Dușmanul Mare și Dușmanul Mic și Logoftenii și niște părți de ocina din satul Pătrușenii, care sunt în ținutul Iași, pentru slujba lor dreaptă și credincioasă, care acele ocine au fost de moștenire ale vărului primar al domniei mele, răposatul Isac Balica hatman.

...

La Iași, anul 7142 <1633> septembrie 15.

Însuși domnul a poruncit.

Io, Moise Movilă voievod.

Cârstea Damian a scris.”